# Stripstift
Stripstift is een uitgeverij die is opgericht voor het uitgeven van Stripschrift, het oudste stripinformatieblad ter wereld, en zich verder bezighoudt met het beschikbaar maken van historisch striperfgoed, door boekuitgaven van strips die eerder alleen in kranten of tijdschriften zijn gepubliceerd.
Stichting Uitgeverij Stripstift is opgericht in 2002, om de uitgave over te nemen van Stripschrift, dat sinds 1968 werd uitgegeven door Het Stripschap.
Vanaf 2006 kwamen daar boekuitgaven bij, tot 2011 27 Stripparels, vanaf 2012 elke drie maanden een verhaal van Kappie (Toonder), de strip van Marten Toonder die tussen 1945 en 1972 in vele tientallen kranten in binnen- en buitenland werd gepubliceerd.
Daarnaast verschijnt met enige regelmaat een losse uitgave, zoals een William Vance-special (2006), het grote Kappie-boek (2023) en een set van drie boeken met strips van Arman en Ilva (2025).

## Stripparels
- 1 Kraaienhove 8 - Lucius en de tijdangst (Willy Lohmann, 2006)
- 2 Kraaienhove 9 - Grizelda en de heersingdienares (Willy Lohmann, 2006)
- 3 Marco Silvester 4 - Marco Silvester en het spookhuis (Willy Lohmann, 2006)
- 4 Vader & Dochter 1 - Gezin zonder hoeksteen (Peter de Wit, 2007)
- 5 Marco Silvester 5 - Marco Silvester en het Parados-drama (Willy Lohmann, 2007)
- 6 Appie Happie A18/19 - Honger naar de bal (Dik Bruynesteyn, 2007)
- 7 Tobbe 1 - 't Blijft Tobbe (Dick Matena, 2007)
- 8 Appie Happie A9/A10 - Gevaarlijk spel zonder grenzen (Dik Bruynesteyn, 2007)
- 9 Hermanus 1 - Onzinnige avonturen (Herman van Veen, Crazy Dutch Men, 2007)
- 10 Appie Happie A14/A15 - Bloed aan de puck (Dik Bruynesteyn, 2008)
- 11 De red@ctie 1 (Mars Gremmen, 2008)
- 12 Inspecteur Netjes 1 - De Shell-mysteries (Hanco Kolk, 2008)
- 13 Professor Pi 1 - Geniaal! (Bob van den Born, 2008)
- 14 Olga Lawina 1 (Ruud Straatman, Willem Vleeschouwer, Martin Lodewijk, 2008)
- 15 Adolphus 3 - Het jaar 1940 (Henk Backer, 2008)

- 16 Kraaienhove 33 - Lucius en de Nieuwe Orde (Willy Lohmann, 2009)
- 17 De Rechter 1 - Opent de zitting (Jesse van Muylwijck, 2009)
- 18 Chris Crack 1/2/3 - En de gehakte bal (Dik Bruynesteyn, 2009)
- 19 De Generaal 1 - Eenmaal andermaal (Peter de Smet, 2010)
- 20 De familie Aepebroeck (Harry Buckinx, 2010)
- 21 Chris Crack 4/5/6 - En de kwispelstaartende stier (Dik Bruynesteyn, 2010)
- 22 Even een piraatje 1 (Jan van der Voo, 2010)
- 23 Helpdesk? 1 (Erwin Suvaal, 2010)
- 24 Marco Silvester 7 - Marco Silvester en de macabere slot-akte (Willy Lohmann, 2010)
- 25 Appie Happie A16/A17 - Met Tik-Tak-Theo naar de TTT (Dik Bruynesteyn, 2011)
- 26 De Goeroe 1 - Onwijs wijs (Peter Abel, 2011)
- 27 Peter Mijleneter 1 (Marits Rietdijk, 2011)